# El Prado Estates
El Prado Estates es un lugar designado por el censo ubicado en el condado de Yuma, en el estado estadounidense de Arizona. En el Censo de 2010, tenía una población de 504 habitantes, y una densidad poblacional de 200,82 personas por kilómetro cuadrado.

## Geografía
El Prado Estates se encuentra ubicado en las coordenadas 32°42′22″N 114°31′17″O / 32.70611, -114.52139. Según la Oficina del Censo de los Estados Unidos, El Prado Estates tiene una superficie total de 2.51 km², de la cual 2.51 km² corresponden a tierra firme y (0 %) 0 km² es agua.

## Demografía
Según el censo de 2010, había 504 personas residiendo en El Prado Estates. La densidad de población era de 200,82 hab./km² (habitantes por kilómetro cuadrado). De los 504 habitantes, El Prado Estates estaba compuesto por el 77.58 % de blancos, el 0.79 % de negros, el 0.6 % de amerindios, el 1.19 % de asiáticos, el 0.6 % de isleños del Pacífico, el 17.06 % de otras razas y el 2.18 % de dos o más razas. Del total de la población, el 84.52 % eran hispanos o latinos de cualquier raza.